# Neocercophana philippii
Neocercophana philippii är en fjärilsart som beskrevs av Izquierdo 1895. Neocercophana philippii ingår i släktet Neocercophana och familjen påfågelsspinnare. Inga underarter finns listade i Catalogue of Life.